# تپی لهتیپو
تُپی لهتیپو (فنلاندی: Topi Lehtipuu؛ زادهٔ ۲۴ مارس ۱۹۷۱) موسیقی‌دان و خواننده تِـنور اپرا اهل فنلاند است که در بریزبن استرالیا زاده شده‌است. وی دانش‌آموختهٔ آکادمی سیبلیوس است و تاکنون نقش‌های متفاوتی را در اپراهای مشهور اجراشده در اپرا و باله ملی فنلاند ایفا نموده‌است که از میان آنها می‌توان به «بلمونته» در دستبرد به حرمسرا، «تامینو» در فلوت سحرآمیز و «فرناندو» در همه زن‌ها اینگونه‌اند اشاره کرد.
وی همچنین به‌عنوان تک‌خوان در اجرای آثار بزرگانی چون یوهان سباستیان باخ، کلودیو مونته‌وردی، آروو پرت، ژان فیلیپ رامو، اینویوهانی رائوتاوارا، آرنولد شونبرگ و ایگور استراوینسکی نقش داشته‌است.